# Emigracyjne rozmowy polsko-ukraińskie w latach 1945–1990
Emigracyjne rozmowy polsko-ukraińskie w latach 1945–1990 – rozmowy prowadzone przez Rząd RP na uchodźstwie z emigracją ukraińską w latach 1945–1990.
Wzajemne relacje naznaczone były obopólną nieufnością i niechęcią. Dla podejmowanych na emigracji prób porozumienia polsko-ukraińskiego przeszkodą były zadawnione urazy i pamięć bratobójczych walk w okresie II wojny światowej. Poza tym emigracja ukraińska rozbita była na kilka ośrodków politycznych.
Ukraińska Główna Rada Wyzwoleńcza (UHWR) i dowództwo Ukraińskiej Powstańczej Armii próbowały szukać porozumienia z Polakami na Zachodzie. Pod koniec II wojny światowej do Szwajcarii wyjechał Jewhen Wreciona, w celu nawiązania kontaktu z aliantami. Został jednak internowany wraz z Myrosławem Prokopem. Obaj zostali uwolnieni wiosną 1945. W marcu nawiązali kontakty z polskimi emigrantami, m.in. z Jerzym Stempowskim i Józefem Czapskim.
W czerwcu 1945 sondażowe rozmowy z przedstawicielami UHWR w Rzymie prowadził ppor. Jarosław Żaba, oddelegowany w tym celu przez dowództwo II Korpusu. Chodziło o sprawę pozostawienia na Zachodzie żołnierzy Ukraińskiej Armii Narodowej (UNA) gen. Pawła Szandruka. Rozmowy te zakończyły się sukcesem – żołnierzy UNA, jako przedwojennych obywateli polskich, nie wydano ZSRR. Natomiast rozmowy o granicach od początku były skazane na niepowodzenie – Polacy opowiadali się za granicą ustaloną w traktacie ryskim, a Ukraińcy za granicą etnograficzną. Znaczenie sporów terytorialnych miał zmniejszyć projekt federacji obu krajów, jednak w końcu rozmowy rzymskie zawieszono. Równolegle we Frankfurcie nad Menem rozmowy z przedstawicielami Ukraińskiej Republiki Ludowej prowadził Stanisław Paprocki, a od początku 1946 mjr Jerzy Ponikiewski. Rozmowy w Rzymie i Frankfurcie rząd RP traktował jako wstęp do przyszłych pertraktacji i sondę politycznego nastawienia Ukraińców. Minister spraw zagranicznych Adam Tarnowski nakazał polskim negocjatorom szczególną ostrożność.
Na posiedzeniu Rady Ministrów 17 sierpnia 1945 minister Tarnowski wskazał na potrzebę ustalenia przez rząd stanowiska w sprawie granic oraz sposobu, w jaki to stanowisko miałoby być podane do wiadomości publicznej. Kwestia granic zdominowała obrady rządy 7 września 1945. W odpowiedzi na wniosek ministra, rząd przyjął pogląd, że zagadnienie granic Polski musi być traktowane jako całość, i że zagadnienia tego nie można rozbijać na czynniki składowe, jak sprawa granicy zachodniej lub granicy wschodniej, które miałyby być traktowane oddzielnie. Zdecydowanie podkreślono, że „jakiekolwiek zmiany terytorialne na zachodzie nie były nigdy przez Polskę traktowane jako rekompensata za okaleczenie terytorium Państwa Polskiego od wschodu i odcięcie od Polski Lwowa i Wilna”. Przeciwko granicy na linii Odry i Nysy Łużyckiej wypowiedział się tylko minister odbudowy administracji publicznej Stanisław Sopicki (Stronnictwo Pracy).
W końcu 1945 Wreciona doprowadził do spotkania przy granicy szwajcarsko-francuskiej Stempowskiego z przybyłym z Polski Wołodymyrem Horbowym, który przekazał m.in. informację o zawarciu na Lubelszczyźnie porozumienia polsko-ukraińskiego. Jednak po tej rozmowie Horbowyj zniknął bez śladu (po latach okazało się, że wyjechał do swojej partnerki w Pradze, tam został aresztowany, przekazany władzom ZSRR i skazany na 25 lat łagru).
Również w 1945 w Paryżu były ambasador RP w Moskwie Wacław Grzybowski utrzymywał kontakty z ukraińskim ministrem spraw zagranicznych URL Ołeksandrem Szulhynem.
Na przełomie stycznia i lutego 1946 Jerzy Ponikiewski rozmawiał kolejno z Romanem Ilnyćkim (OUN-B), komendantem armii ukraińskiej Pawło Szandrukiem oraz prezydentem Andrijem Liwyckim i podsekretarzem stanu ukraińskiego MSZ Romanem Smal-Stockim. Rozmowy dotyczyły koncepcji współpracy polsko-ukraińskiej, sprawy granicy odłożono do późniejszych negocjacji. 23 kwietnia 1946 Ponikiewski przekazał prezydentowi Liwićkiemu odpowiedź ministra Tarnowskiego, w której deklarowano chęć kontynuacji rozmów.
Również w kwietniu w Argentynie, dzięki zabiegom posła Mirosława Arciszewskiego, Komitet Argentyńskich Ukraińców i Polskie Koło „Prometeusz” podpisały porozumienie o przyjaźni polsko-ukraińskiej.
Próby porozumienia polsko-ukraińskiego zostały później zahamowane. Polskich i ukraińskich działaczy politycznych wprawdzie łączyła walka z komunizmem, ale dzieliła wizja przyszłości Europy Środkowo-Wschodniej, oraz animozje polityczne i historyczne. W połowie 1946 delegat rządu RP Stanisław Janikowski odmówił spotkania z przedstawicielem OUN-B, Mykołą Łebediem, co zniechęciło banderowców do dalszych kontaktów z Polakami.
Część polskich polityków zaangażowała się w działania na rzecz powołania Intermarium, federacji 16 narodów mającej stabilizować granice w Europie, powstrzymując przed ekspansją Niemcy i ZSRR. Część działaczy UHWR i OUN-B (działającej na emigracji pod nazwą Zagraniczne Formacje OUN) powołała natomiast formalnie Antybolszewicki Blok Narodów, a inne emigracyjne ośrodki ukraińskie Międzynarodówkę Swobody i Prometejską Ligę Karty Atlantyckiej (w której działali również Polacy – Tadeusz Schaetzel i Jerzy Ponikiewski). Wspólną platformą wymienionych organizacji została, założona w 1948, Antybolszewicka Liga Oswobodzenia Narodów (ALON).
Wiosną 1947 na łamach polskiej i ukraińskiej prasy w Niemczech Zachodnich rozwinęła się poważna dyskusja na temat wzajemnych stosunków. Zapoczątkował ją na łamach „Kroniki” Klaudiusz Hrabyk, wskazując na silną współzależność między niepodległością obu krajów. W sumie w dyskusji wzięło udział kilkunastu publicystów obu narodowości. Padło wiele deklaracji o konieczności współpracy, jednak sprawa znów rozbiła się o granice – Polacy obstawali przy Zbruczu, a Ukraińcy przy Bugu i Sanie. Jak oświadczył redaktor „Czasu” Roman Ilnyćkyj: „od Jałty chętnie odstąpimy wtedy, gdy strona polska odstąpi od Rygi”.
Oprócz sprawy granic, w rządzie polskim istniały spory co do samej idei niepodległości Ukrainy – np. na posiedzeniu Rady Gabinetowej 7 października 1947 minister spraw wewnętrznych Zygmunt Berezowski (Stronnictwo Narodowe) uznał popieranie niepodległości Ukrainy za szkodliwe.
W lipcu 1948 po długotrwałych negocjacjach w Niemczech Zachodnich utworzono Ukraińską Radę Narodową, jako koalicyjny rząd ukraiński. Jego przewodniczącym został Isaak Mazepa. W skład Rady weszli początkowo przedstawiciele wszystkich głównych ugrupowań ukraińskich, z wyjątkiem hetmańców. Ucieszyło to stronę polską, bowiem dawało nadzieję na intensyfikację dialogu, oraz organizowało ukraińską emigracyjną scenę polityczną.
Na przełomie sierpnia i września 1948 mjr Ponikiewski dwukrotnie rozmawiał z prezydentem Liwyćkim oraz premierem Mazepą. Proponował nie rozpoczynać negocjacji od spraw zasadniczych, a raczej nawiązać kontakty i dążyć do rozbijania wzajemnych uprzedzeń i urazów.
17 sierpnia 1949 emigracyjni przedstawiciele 11 krajów: Białorusi, Bułgarii, Czech, Estonii, Jugosławii, Litwy, Łotwy, Polski, Słowacji, Ukrainy i Węgier, podpisali memoriał do Sekretarza Generalnego ONZ, oskarżający reżimy komunistyczne tych państw o ignorowanie i naruszanie zasad Deklaracji Państw Człowieka. Apelowali również o zbadanie sytuacji panującej w ich krajach oraz przedsięwzięcie wszelkich możliwych kroków dla przywrócenia w nich wolności i niepodległości. Memoriał ten został zignorowany.
W końcu 1949 stałym przedstawicielem Ukraińskiej Rady Narodowej przy Rządzie RP w Londynie został Mykoła Oparenko, a politycy URN zostali uznani przez władze polskie za legalną reprezentację Ukrainy. 3 grudnia nowy polski minister spraw zagranicznych Mieczysław Sokołowski zaproponował Oparence niezwłoczne ogłoszenie wielostronnej deklaracji oraz powołanie stałych organów współpracy narodów Europy Środkowo-Wschodniej. 22 lutego 1950 przypomniał o tej propozycji, zapraszając ministra Mazepę do Londynu. Na ten list strona ukraińska odpowiedziała dopiero po 8 miesiącach. Rozmowy zostały zawieszone.
W lutym 1950 Ukraińską Radę Narodową opuścili przedstawiciele OUN-B, tworząc wraz z UHWR niezależny ośrodek polityczny. Pod koniec 1951, na skutek wewnętrznych konfliktów, do dymisji podał się premier Mazepa, a nowy gabinet utworzył Stepan Baran. Wszystkie ugrupowania ukraińskie stały na stanowisku niepodległej Ukrainy w granicach etnograficznych, oraz odrzucenia związków z Rosją.
Ponowna intensyfikacja kontaktów nastąpiła w styczniu 1952. Było to związane z informacjami o poparciu przez rząd USA koncepcji jednej i niepodzielnej Rosji. W związku z tym ukraiński dziennikarz w USA, Iwan Kedryn-Rudnycki, doradzał dojście z Polakami do porozumienia, i wspólne wystąpienie przeciw koncepcjom powiązania przyszłej Rosji z Polską i Ukrainą. Wiadomość została przekazana przez Józefa Lipskiego rządowi polskiemu w Londynie. Spotkanie międzyrządowe doszło do skutku dopiero w drugiej połowie 1952. W lipcu, wrześniu i listopadzie ukraiński minister spraw zagranicznych Stepan Wytwyćkyj rozmawiał w Waszyngtonie z Józefem Lipskim. Również w końcu lipca w Londynie wiceminister spraw zagranicznych Jan Librach spotkał się z ukraińskim dziennikarzem i politykiem Romanem Holianem. W tym samym czasie rozmowy z Polakami podjęli również banderowcy. W Monachium Stanisław Paprocki spotkał się z Romanem Ilnyćkim, a następnie 8 października z Dmytrem Sztykałą i Anatolem Kamińśkim. Przywiązywali oni wielką wagę do rozmów o granicach, jednak sztywne negatywne stanowisko rządu polskiego nie uległo zmianie. pozytywnie natomiast odnieśli się do projektu federacji w Europie Środkowo-Wschodniej. 31 grudnia Paprocki spotkał się powtórnie z Romanem Ilnyćkim.
Na przełomie września i października 1952 w Nowym Jorku spotkali się Iwan Łysiak-Rudnycki i Klaudiusz Hrabyk. Hrabyk sugerował możliwość rozważenia jakichś zmian granicy polsko-ukraińskiej na korzyść Ukrainy, pod warunkiem pozostawienia Lwowa po stronie polskiej. Rozmowa ta, mimo prywatnego charakteru, wywołała zaniepokojenie w polskim MSZ, i zdecydowane odcięcie się od tej koncepcji.
Kolejne spotkanie przedstawicieli rządu RP z kierownictwem OUN-B odbyło się na początku lutego 1953, obie strony pozostały przy swoich stanowiskach – Ukraińcy chcieli najpierw podpisać układ o granicach, a Polacy byli przeciwni podpisywaniu jakichkolwiek deklaracji. Rozmowy zostały zerwane z powodów proceduralnych.
Minister Sokołowski w exposé dotyczącym polskiej polityki zagranicznej powiadomił 14 marca 1953 Radę Narodową, że „zrozumienie konieczności ułożenia stosunków polsko-ukraińskich czyni postępy również i po stronie ukraińskiej”.
Po kolejnym impasie w końcu maja 1953 z nową inicjatywą wystąpili Ukraińcy. Nawiązując do polskich propozycji sprzed 4 lat, Wytwyćkyj zaproponował Lipskiemu podpisanie deklaracji ostrzegającej Zachód przed „pokojową” ofensywą ZSRR. Proponował również rozpoczęcie wielostronnych negocjacji, wraz z Białorusinami i narodami Kaukazu i Turkmenistanu. Tym razem minister Sokołowski zwlekał z odpowiedzią, dopiero 20 lipca 1953 zadeklarował ewentualne przyłączenie się do wspólnego wystąpienia „narodów ujarzmionych”, ale inicjatywę w tym względzie pozostawiał Ukraińcom. Konsekwentnie sprzeciwiał się natomiast podpisaniu dwustronnej deklaracji polsko-ukraińskiej. Polsko-ukraiński spór terytorialny odgrzał 21 października 1953 premier Roman Odzierzyński, wytykając politykom ukraińskim, że pretensje do ziem polskich uważają za rzecz ważniejszą od niepodległości Ukrainy.
W połowie lat 50. emigracyjny rząd polski powrócił do koncepcji Międzymorza, jednak już bez Ukrainy i Białorusi („pas neutralny”, złożony z Estonii, Łotwy, Litwy,Polski, Czechosłowacji, Węgier i Rumunii). O utworzenie takiego „pasa” zaapelował 6 stycznia 1957 prezydent August Zaleski, jednak bez konkretnych propozycji. Do idei tej powrócił 18 maja 1957 premier Antoni Pająk, popierając również dążenie m.in. Ukraińców do własnej niepodległości państwowej. Minister Aleksander Zawisza sprzeciwił się jednak traktowaniu aspiracji Białorusinów i Ukraińców na równi z pozostałymi narodami Europy Środkowo-Wschodniej, które w okresie międzywojennym miały swoje państwa. Nie odstąpił również od granicy ustalonej w traktacie ryskim. Cele polityki polskiej w tym okresie było popieranie niepodległości Ukrainy, ale tylko na terenie odebranym ZSRR. Na przełomie koncepcja lat 50. i 60. „pasa neutralnego” została zarzucona.
Na początku września 1974 spotkali się prezydenci Mykoła Liwycki i Stanisław Ostrowski. Uzgodnili konieczność opracowania wspólnej deklaracji w sprawie wolności i niepodległości obu krajów.
3 kwietnia 1976 wizytę w siedzibie rządu polskiego w Londynie złożyli ukraiński premier Teofil Łeontij, wicepremier A. Melnyk i prezes Związku Ukraińskich Weteranów w Wielkiej Brytanii P. Bazyłewśkyj.
W dniach 1–2 września 1979 w Londynie odbył się Światowy Zjazd Jedności z Walczącym Krajem. Poparto na nim prawo do niepodległego bytu Litwinów, Białorusinów i Ukraińców.
Ukoronowaniem rozmów polsko-ukraińskich stała się deklaracja podpisana w Londynie 28 listopada 1979. Ze strony ukraińskiej podpisali ją prezydent Mykoła Liwycki, premier rządu Teofil Łeontij i minister spraw zagranicznych Jarosław Rudnycki; ze strony polskiej prezydent Edward Raczyński, premier Kazimierz Sabbat i podsekretarz stanu w/z ministra spraw zagranicznych Tadeusz A. Lasko.
Deklaracja była bardzo ogólnikowa, nie wspominała o sporach terytorialnych, podkreślała główny cel, jakim było wyzwolenie się z ucisku imperializmu sowieckiego.
W kwietniu 1981 nowy premier Ukraińskiej Republiki Ludowej Jarosław Rudnyćkyj spotkał się z prezydentem Edwardem Raczyńskim i premierem Kazimierzem Sabbatem. Wygłosił również odczyt w Instytucie Polskim i Muzeum im. gen. Sikorskiego. Po ogłoszeniu stanu wojennego w Polsce emigracyjny rząd ukraiński wystosował memorandum do rządu RP, wyrażające solidarność z narodem polskim.
W lipcu 1986 premier Edward Szczepanik podkreślił po raz kolejny nienaruszalność granic ustalonych w traktacie ryskim. W 1988 prezydent Sabbat, premier Edward Szczepanik i minister Zygmunt Szkopiak wzięli udział obchodach Tysiąclecia Chrztu Rusi Kijowskiej.
W czerwcu 1990 odbyło się spotkanie nowego ukraińskiego prezydenta Mykoły Pławjuka oraz premiera Iwana Samijłenko z prezydentem Ryszardem Kaczorowskim i premierem Edwardem Szczepanikiem.